# Labeninae
Labeninae (лат.) — подсемейство паразитических наездников семейства Ichneumonidae из отряда Перепончатокрылые. Включает 12 родов.

## Описание
Личинки — паразиты жуков. Члены трибы Groteini паразитируют на одиночных пчёлах, а члены трибы Brachycyrtini паразитируют на Chrysopidae и на яйцах пауков Araneae. Виды рода Poecilocryptus являются фитофагами, питаются галлами.

## Палеонтология
Единственная ископаемая находка подсемейства была сделана в карьере Мессель (эоцен) на территории Германии. Интересно, что современные представители Labeninae в Евразии не встречаются.

## Список родов
Подсемейство Labeninae включает в себя 12 родов и 4 трибы. Род Brachycyrtus был выделен в отдельное подсемейство Brachycyrtinae.
- Groteini
  - Grotea Cresson, 1864 c g b
  - Labium Brullé, 1846 c g
  - Ozlabium Gauld & Wahl, 2000 c g
- Labenini
  - Apechoneura Kriechbaumer, 1890 c g
  - Certonotus Kriechbaumer, 1889 c g
  - Gauldianus Lanfranco, 2000 c g
  - Labena Cresson, 1864 c g b
  - Torquinsha Gauld & Wahl, 2000 c g
- Poecilocryptini
  - Alaothyris Gauld, 1984 c g
  - Poecilocryptus Cameron, 1901 c g
  - Urancyla Gauld, 1984 c g
- Xenothyrini
  - Xenothyris Townes, 1969 c g

Источники: i = ITIS, c = Catalogue of Life, g = GBIF, b = Bugguide.net